# Chainsaw Dismemberment
Chainsaw Dismemberment är det amerikanska death metal-bandet Morticians andra studioalbum. Albumet gavs ut i juli 1999 av skivbolaget Relapse Records.

## Låtförteckning
1. "Stab" – 3:53
2. "Fleshripper" – 0:54
3. "Drowned in Your Own Blood" – 1:44
4. "Mass Mutilation" – 1:47
5. "Mauled Beyond Recognition" – 0:51
6. "Rabid" – 2:01
7. "Bloodshed" – 1:15
8. "Decayed" – 1:49
9. "Final Bloodbath" – 1:09
10. "Island of the Dead" – 3:56
11. "Brutalized" – 0:55
12. "Slaughtered" – 1:30
13. "The Crazies" – 1:18
14. "Silent Night, Bloody Night" – 1:58
15. "Chainsaw Dismemberment" – 2:39
16. "Psychotic Rage" – 0:52
17. "Funeral Feast" – 1:41
18. "Wolfen" – 1:03
19. "Dark Sanity" – 1:27
20. "Camp Blood" – 2:13
21. "Tormented" – 1:26
22. "Slaughterhouse (Part II)" – 2:18
23. "Barbarian" – 1:22
24. "Rats" – 1:36
25. "Mater Tenebrarum" – 2:23
26. "Splattered" – 0:49
27. "Obliteration" – 1:18
28. "Lord of the Dead (Mortician Part II)" – 2:54

## Medverkande
Musiker (Mortician-medlemmar)
- Will Rahmer – basgitarr, sång
- Roger J. Beaujard – gitarr, trumprogrammering
- Desmond Tolhurst – gitarr

Produktion
- Matthew F. Jacobson – producent, ljudtekniker
- Roger J. Beaujard – ljudtekniker
- Will Rahmer – assisterande ljudtekniker, foto
- Dangerous Dave Shirk – mastering
- Brian Henry – omslagsdesign
- Wes Benscoter – omslagskonst
- George Rahmer – foto
- Danny Nelson – foto